# سیارک ۱۵۴۹۹۱
سیارک ۱۵۴۹۹۱ (به انگلیسی: 154991 Vinciguerra، نامگذاری:2005BX26) صد و پنجاه و چهار هزار و نهصد و نود و یکمین سیارک کشف شده‌است که در ۱۷ ژانویه ۲۰۰۵ کشف شد.